# Maison Lannister
 (septembre 2024).
La mise en forme du texte ne suit pas les recommandations de Wikipédia : il faut le « wikifier ».
Les points d'amélioration suivants sont les cas les plus fréquents :
- Les titres sont pré-formatés par le logiciel. Ils ne sont ni en capitales, ni en gras.
- Le texte ne doit pas être écrit en capitales (les noms de famille non plus), ni en gras, ni en italique, ni en « petit »…
- Le gras n'est utilisé que pour surligner le titre de l'article dans l'introduction, une seule fois.
- L'italique est rarement utilisé : mots en langue étrangère, titres d'œuvres, noms de bateaux, etc.
- Les citations ne sont pas en italique mais en corps de texte normal. Elles sont entourées par des guillemets français : « et ».
- Les listes à puces sont à éviter, des paragraphes rédigés étant largement préférés. Les tableaux sont à réserver à la présentation de données structurées (résultats, etc.).
- Les appels de note de bas de page (petits chiffres en exposant, introduits par l'outil «  Source ») sont à placer entre la fin de phrase et le point final[comme ça].
- Les liens internes (vers d'autres articles de Wikipédia) sont à choisir avec parcimonie. Créez des liens vers des articles approfondissant le sujet. Les termes génériques sans rapport avec le sujet sont à éviter, ainsi que les répétitions de liens vers un même terme.
- Les liens externes sont à placer uniquement dans une section « Liens externes », à la fin de l'article. Ces liens sont à choisir avec parcimonie suivant les règles définies. Si un lien sert de source à l'article, son insertion dans le texte est à faire par les notes de bas de page.
- La présentation des références doit suivre les conventions bibliographiques. Il est recommandé d'utiliser les modèles {{Ouvrage}}, {{Chapitre}}, {{Article}}, {{Lien web}} et/ou {{Bibliographie}}. Le mode d'édition visuel peut mettre en forme automatiquement les références.
- Insérer une infobox (cadre d'informations à droite) n'est pas obligatoire pour parachever la mise en page.

Pour une aide détaillée, merci de consulter Aide:Wikification.
Si vous pensez que ces points ont été résolus, vous pouvez retirer ce bandeau et améliorer la mise en forme d'un autre article.
 (septembre 2024).
La maison Lannister est l'une des principales maisons de l'univers crée par George R. R. Martin elle apparaît dans la série de livres Le Trône de fer, son adaptation télévisuelle Game of Thrones et la série dérivée de celle-ci, House of the Dragon. Originaire des Terres de l'Ouest, elle unifia progressivement et régna sur les différentes maison de la région depuis sa forteresse de Castral Roc entre l'Âge des héros jusqu'à la conquête d'Aegon Ier Targaryen. Leur blason est un lion doré sur fond rouge "De gueules au lion rampant d'or". 

## Histoire
Fondée par Lann le Futé pendant l'Âge des héros, la maison Lannister étendit son territoire en annexant les royaumes voisins présents dans la région des Terres de l'Ouest. Appuyant leur puissance sur leurs riches mines d'or, les Lannister repoussèrent à trois reprises les invasions andals sur leur royaume. Pourtant, la maison décida finalement de faire la paix avec les Andals via de nombreux mariages. Il en résulte ainsi que la plupart des maisons de l'Ouest sont issues à la fois d'ancêtres Premiers Hommes et d'ancêtres Andals. Quand Aegon Ier Targaryen amorça sa conquêtes des Sept Couronnes, le roi Loren Lannister s'allia avec le roi du Bief Mern Jardinier afin de faire cause commune contre l'envahisseur. Cependant, l'alliance ne fut pas suffisante car les armées coalisées furent annihilées par le feu des dragons d'Aegon pendant la bataille du Champ de Feu. Contrairement à la maison Jardinier qui s'éteignit à la suite de cette bataille, le roi Loren Lannister survécut à la bataille et décida de ployer le genou devant Aegon. Bien qu'il lui ait résisté face à son ost, Aegon accepta la soumission de Loren et le nomma gouverneur des Terres de l'Ouest. 

## Membres

### Rois du Roc

#### Lann le Futé
Fondateur légendaire de la maison Lannister pendant l'Âge des héros. Ses origines sont inconnues bien que certains supposent qu'il soit un aventurier andal tandis que d'autres avancent qu'il serait l'un des nombreux fils de Garth Mainverte. D'un caractère sournois mais doté d'une grande intelligence, il parvient à s'emparer de la forteresse de Castral Roc par la ruse. En effet, Lann prend possession de la forteresse, qui appartenait à la maison Castral, en montant les membres de la famille les uns contre les autres et en faisant croire que les lieux seraient hantés. Dans une autre version, il aurait fait entrer des vermines ou des lions afin de faire fuir les habitants. Selon une version plus probable, Lann était un vassal des Castral et aurait mis enceinte la fille du seigneur, ce dernier n'ayant pas d'héritier, il aurait ensuite désigné Lann pour lui succéder. Il serait mort à l'âge de 312 ans.   

#### LoreonIerle Lion
Premier membre de la maison à porter le titre de roi du Roc durant l'Âge des héros. Pendant son règne, il épouse une femme de la maison Reyne, vassalisant ainsi la maison et rattachant donc la forteresse de Castamere à son royaume. Il conquiert également le royaume du roi Cagoulé Morgon Fléaufort à la suite d'une guerre de vingt ans et après avoir fait exécuter son rival en jetant son cadavre aux lions.  

#### Cerion Lannister
Il étend son royaume en prenant le château de la Dent d'Or contre une coalition de trois rois rivaux.

#### GeroldIerle Grand
Roi du Roc avant l'arrivée des Andals à Westeros. Pendant son règne, il s'efforce de réduire la puissance des Fer-Nés qui occupaient plusieurs régions des Terres de l'Ouest. Dans cet objectif, Gerold Ier fait construire une flotte capable de rivaliser avec celle des Fer-Nés et en exécute systématiquement les Fer-Nés capturés lorsqu'un raid avait lieu sur ses terres.

#### Loreon II Lannister
Premier roi du Roc à organiser un tournoi de chevalerie dans les Terres de l'Ouest et dont il sort vainqueur. 

#### LancelIerle Lion
Premier roi du Roc connu après l'arrivée des Andals à Westeros. Son règne est marqué par les guerres qui opposent le royaume du Roc et le royaume du Bief, contrôlé par la maison Jardinier. Lancel Ier réussit ainsi à étendre son territoire jusqu'à la forteresse de Vieux Rouvre où il perd la vie.

#### Loreon III le Mol
Fils de Lancel Ier, il perd toutes les terres conquises par son père dans le Bief.

#### Loreon IV le Niais
Roi du Roc après l'arrivée des Andals à Westeros, il tient son surnom de sa sottise.

#### Loreon V Lannister
Petit-fils de Loreon V, il est connu pour s'être de nombreuses fois travesti dans les rues de Port-Lannis. Il est le dernier roi du Roc à porter le nom de Loreon.

#### Tyrion II le Tortionnaire
Réputé pour son habileté au combat, il est également connu pour sa cruauté envers ses ennemis et les femmes qu'il désirait.

#### Tybolt la Foudre
Roi du Roc pendant l'arrivée des Andals sur les Terres de l'Ouest. Durant son règne, il repousse les Andals de son royaume.

#### Tyrion III Lannister
Roi du Roc pendant les invasions andales. Débutant son règne en affrontant les Andals, il ne parvient pourtant pas à chasser ces derniers de son royaume. Durant les années suivantes, il choisit d'adopter une politique de conciliation en organisant des mariages entre les seigneurs issus du peuple des Premiers Hommes et les migrants andals.

#### Gerold II Lannister
Fils de Tyrion III, il applique la même politique pacifique de son père afin d'intégrer les Andals au royaume du Roc.

#### Gerold III Lannister
Roi du Roc à une période inconnue. N'ayant pas de fils héritier à sa mort, son gendre, un Andal du nom de Joffrey Lydden, est désigné pour lui succéder en tant que roi du Roc.

#### JoffreyIerLannister
Joffrey Lydden de son nom d'origine, il épouse la fille unique du roi Gerold III. Son beau-père n'ayant eu aucun héritier, il et devient le nouveau roi du Roc après la mort de celui-ci et prend le nom des Lannister. Il est le premier Andal à régner sur les Terres de l'Ouest.

#### TommenIerLannister
Il fait construire une immense flotte et épouse la fille du roi de Belle Île de la maison Farman, annexant ainsi l'île à son royaume.

#### Lancel IV Lannister
Roi du Roc près de deux siècles avant la Conquête d'Aegon Targaryen. Pendant son règne, il s'oppose aux raids des Fer-Nés sur les côtes de son royaume. Durant cette guerre, il parvient à repousser les Fer-Nés lors de la bataille de la pointe de Lann où il tue le roi des Fer-Nés Harrald Demi-Noyé et son héritier. Des années plus tard, il tente d'envahir le royaume du Bief mais il meurt pendant la bataille de Rougelac de la main du chevalier Wilbert Osgris.

#### Lancel V Lannister
Roi du Roc à une époque inconnue, il est parfois confondu avec Lancel IV.

#### Tommen II Lannister
Roi du Roc pendant le Siècle de Sang qui précède la Conquête d'Aegon Targaryen. Après le Fléau de Valyria, il entreprend une expédition dans les ruines de l'Antique Valyria afin d'y piller les richesses. S'arrêtant d'abord à Volantis, Tommen II disparait en mer peu de temps après, emportant avec lui son épée en acier valyrien « Rugissante ».

#### Loren l'Ultime
Dernier roi du Roc pendant la Conquête d'Aegon. En -2 avC, apprenant les précédentes victoires d'Aegon Ier Targaryen, il s'allie avec le roi Mern IX Jardinier du Bief pour faire cause commune contre l'avancée des Targaryen, réunissant ainsi un ost de 55 000 hommes, la plus grande armée jamais constituée sur Westeros. Cinq fois supérieure en nombre à l'armée d'Aegon, l'armée de Loren et Mern choisit le lieu de l'affrontement qui se situe au sud de la Néra. Lorsque la bataille du Champ de Feu débute, l'armée coalisée ne fait pourtant pas le poids face aux trois dragons d'Aegon qui incendient l'entièreté des troupes Lannister et Jardinier. Le roi Mern et ses fils périssent pendant la bataille tandis que Loren parvient à s'enfuir. Le lendemain, Loren Lannister est finalement capturé par les troupes d'Aegon. Par la suite, il choisit de s'agenouiller devant Aegon et dépose sa couronne au conquérant. Aegon accepte alors sa reddition et le nomme ensuite gouverneur des Terres de l'Ouest. Pendant les années suivantes, Loren exerce son rôle de gouverneur en servant fidèlement les Targaryen et meurt avant l'année 42 apC.   

### Suzerains de l'Ouest

#### Lyman Lannister
Sire de Castral Roc et probablement le fils de Loren Lannister. En 42 apC, pendant la guerre de la Foi et le règne des Maegor Ier, Lyman Lannister accueille à Castral Roc le prince Aegon Targaryen et sa soeur-épouse Rhaena qui cherchent tous deux à échapper à la cruauté de leur oncle Maegor qui avait usurpé le titre de roi des Sept Couronnes à Aegon. Bien qu'il refuse de livrer ses invités à Maegor, Lyman Lannister ne rejoint pas la rébellion contre le roi et préfère attendre que le prince Aegon ait fait ses preuves face à son oncle avant de le rejoindre. Après la défaite du prince Aegon l'année suivante, Lyman décide de ne pas s'opposer à Maegor. En 48 apC, Lyman Lannister choisit finalement de s'opposer au roi Maegor, tout comme l'ensemble des seigneurs du royaume, afin de permettre au prince Jaehaerys de prendre le pouvoir. Une fois Jaehaerys devenu roi des Sept Couronnes, Lyman Lannister est invité au mariage de la Main du Roi Rogar Baratheon et de la reine-mère Alyssa Velaryon. En 50 apC, le suzerain de l'Ouest reçoit à nouveau la visite de la princesse Rhaena Targaryen. Cependant, la princesse quitte rapidement Castral Roc après que Lyman ait suggéré de lui acheter un oeuf de dragon tandis que son bâtard, Tyler Hill, ait tenté de la séduire. Lyman Lannister meurt finalement en 59 apC pendant l'épidémie de Frissons.  

#### Tymond Lannister
Né en 60 apC, il est gouverneur de l'Ouest pendant le règne de Jaehaerys Ier, il a la réputation de posséder une grande beauté et d'être un grand amateur de vin et de femmes. En 80 apC, alors qu'il était encore héritier de Castral Roc, il fait partie des candidats possibles visant à être fiancé avec la princesse Daella Targaryen. Cependant, sa candidature est rejetée en raison de ses mœurs légères. En 101 apC, il participe au Grand Conseil d'Harrenhal visant à déterminer qui sera l'héritier du roi Jaehaerys Ier. Arrivant avec l'une des plus grandes suites du Conseil, Tymond Lannister apporte son soutien au prince Viserys qui sera finalement élu prince héritier des Sept Couronnes. 

#### Jason Lannister
Interprété par Jefferson Hall. 
Fils de Tymond Lannister, il naît entre 89 et 97 apC et a un frère jumeau du nom de Tyland. En 112 apC, la famille Lannister reçoit la visite de la princesse Rhaenyra Targaryen, visite pendant laquelle Jason et son frère tentent de s'attirer les faveurs de l'héritière du roi Viserys Ier. Lors de la mort du roi en 129 apC, Jason Lannister prend le parti d'Aegon II contre Rhaenyra en raison de la proximité de son frère Tyland avec le camp des Verts, qui était Grand Argentier du Conseil Restreint. Pendant l'année qui suit, Jason Lannister rassemble une immense armée afin de soutenir les prétentions d'Aegon II. En 130 apC, Jason Lannister commande ses troupes afin de prendre la forteresse d'Harrenhal où réside le prince Daemon Targaryen, l'époux de Rhaenyra. Cependant, il est stoppé dans son avancée par les seigneurs du Conflans. Durant la bataille de la Ruffurque, il tente de traverser le fleuve à plusieurs reprises et meurt finalement lors de la troisième tentative.  

#### Loreon Lannister
Fils de Jason Lannister et Johanna Ouestrelin, il n'a que trois ans lorsqu'il devient suzerain de l'Ouest, obligeant ainsi sa mère à exercer la régence. Pendant son règne, les Terres de l'Ouest sont continuellement pillées par les Fer-Nés de Dalton Greyjoy. En 134 apC, sa mère organise la défense en attaquant les Îles de Fer par vengeance et réussit ainsi à vaincre les Fer-Nés.

#### Damon le Lion Gris
Sire de Castral Roc pendant le règne de Daeron II. Pendant la première rébellion Feunoyr en 197 apC, il soutient activement le camp du roi Daeron II mais il subit une cuisante défaite près de Port-Lannis où il est vaincu par l'armée de Quentyn Boule, le forçant à se replier vers Castral Roc. En 209 apC, il participe au tournoi de Cendregué avec son fils ainé Tybolt. Pendant ce tournoi, un duel judiciaire oppose le prince Aerion Targaryen et le chevalier Ducan le Grand. Damon est alors approché par Duncan pour qu'il lui offre son aide mais le suzerain de l'Ouest ignore l'appel du chevalier. Il meurt l'année suivante pendant l'épidémie du Fléau de Printemps.

#### Tybolt Lannister
Fils de Damon Lannister et Cerissa Brax, il devient gouverneur de l'Ouest en 210 apC pendant le règne d'Aerys Ier. Pendant son règne, les Terres de l'Ouest sont pillées par les Fer-Nés de Dagon Greyjoy. En réponse, Tybolt Lannister demande le soutien de la flotte royale mais il est ignoré par la Main du Roi Brynden Rivers qui préfère garder les navires en réserve au cas où une nouvelle rébellion Feunoyr surviendrait. Tybolt Lannister s'allie alors avec la maison Stark pour faire cause commune contre les Fer-Nés. Il meurt en 212 apC dans des circonstances troubles, certains soupçonnent qu'il aurait été assassiné par son frère Gerold.

#### Cyrelle Lannister
Fille unique de Tybolt Lannister, elle devient dame de Castral Roc en 212 apC à l'âge de trois ans tandis que son oncle Gerold est nommé gouverneur de l'Ouest. Elle meurt l'année suivante d'une mort suspecte. 

#### Gerold Lannister
Deuxième fils de Damon Lannister, il devient le plus proche conseillé de son frère Tybolt pendant le règne de ce dernier. Après la mort suspecte de son frère en 212 apC, il devient gouverneur de l'Ouest et régent pour le compte de sa nièce Cyrelle qui meurt peu de temps après dans des circonstances troubles. Pendant son règne, Gerold se montre être un suzerain avisé en accroissant la richesse et la puissance de la famille Lannister. Craint et respecté, il se marie en secondes noces avec Rohanne Tyssier qui lui donne quatre fils, Tywald, Tion, Tytos et Jason. En 233 apC, son fils aîné Tywald meurt pendant le siège de Stellepique alors qu'il servait d'écuyer pour son vassal Roger Reyne, lui aussi mort pendant le siège. La même année, Gerold Lannister devient un soutien actif au prince Aegon Targaryen pendant le Grand Conseil de 233 et qui voit le prince devenir le roi Aegon V. Durant les années suivantes, il est contraint d'accepter les fiançailles de ses deux fils aînés, Tion avec Ellyn Reyne et Tytos avec Jeyne Marpheux. Pendant cette période, la famille Reyne gagne énormément en influence à Castral Roc tandis que lord Gerold se retranche de plus en plus dans ses appartements en raison de son grand âge. Devant l'influence grandissante d'Ellyn Reyne, Gerold Lannister la chasse de son domaine via l'intervention de sa belle-fille, Jeyne Marpheux. Il meurt en 244 apC d'une infection urinaire.

#### Tytos Lannister
Troisième fils de Gerold Lannister et de Rohanne Tyssier. Contrairement à son père, Tytos est un homme faible et affable avec un besoin irrépressible d'être aimé. Avant de devenir sire de Castral Roc, il est rapidement éclipsé par la rivalité qui oppose sa femme Jeyne Marpheux avec sa belle-soeur Ellyn Reyne. Il a 5 enfants de son mariage avec Jeyne Marpheux et qu'ils nomment Tywin, Kevan, Genna, Tygett et Gerion. Devenu gouverneur de l'Ouest en 244 apC, il se montre inapte à diriger malgré les avertissements de son beau-père, de son frère Jason et du roi Aegon V. Cette situation profite ainsi à de nombreux seigneurs qui exploitent la faiblesse de Tytos pour lui emprunter son or sans même le rembourser. De plus, Tytos se dispute de plus en plus fréquemment avec son fils aîné Tywin qui, contrairement à son père, possède un caractère strict et intransigeant. En raison de leur relation tumultueuse, Tytos envoie Tywin à Port-Réal afin qu'il y serve le rôle d'échanson pour la famille royale. Pendant cette période, la puissance des Lannister faiblit alors que celle des familles Reyne et Tarbeck, dirigées par Ellyn Reyne, s'accroit, allant même jusqu'à défier l'autorité de Tytos. De plus, les Terres de l'Ouest étaient gangrenées par l'augmentation du brigandage et des attaques Fer-Nées. Cette situation força même le roi Aegon V à intervenir pour ramener l'ordre. Se désintéressant de plus en plus du gouvernement de ses terres, il s'enferme à Castral Roc tandis que son fils Tywin, devenu un homme accomplit pendant la guerre des Rois à Neuf Sous, entend bien restaurer l'autorité de la maison Lannister. Néanmoins, Tytos désavoue son fils via la pression des Reyne et Tarbeck, perdant ainsi ce qui lui restait de crédibilité. Le suzerain de l'Ouest finit sa vie 267 apC, complètement isolé à Castral Roc et sans même intervenir quand Tywin fait massacrer les familles Reyne et Tarbeck.      

#### Tywin Lannister
Interprété par Charles Dance
Fils ainé de Tytos Lannister et Jeyne Marpheux, il naît en 242 apC. D'un caractère strict et intransigeant, Tywin accorde une importance primordiale à la réputation de sa famille. Pendant sa jeunesse, il s'oppose de plus en plus ouvertement aux décisions de son père Tytos dont Tywin méprise la faible personnalité. En raison de ces tensions familiales, son père l'envoie à Port-Réal afin qu'il serve d'échanson pour le roi Aegon V. En 258 apC, Tywin participe à la guerre des Rois à Neuf Sous où il y est fait chevalier par son ami le prince Aerys Targaryen. Revenu à Castral Roc, il entend bien restaurer l'autorité de la famille Lannister, considérable affaiblie après le règne calamiteux de son père Tytos. En premier lieu, il ordonne à ses vassaux qu'ils remboursent leurs dettes contractées auprès de son père mais les familles Reyne et Tarbeck refusent de plier face à Tywin dont elles jugent qu'il n'est pas en droit de leur exiger quoi que ce soit. En réponse, Tywin fait emprisonner lord Walderan Tarbeck et menace de la faire exécuter, ce à quoi son père réagit, via la pression des Reyne, en désavouant Tywin. En 261 apC, Tywin réplique à nouveau en intimant l'ordre aux Reyne et Tarbeck de se rendre à Castral Roc afin d'y être jugés pour félonie, ces derniers répondant en entrant ouvertement en rébellion contre les Lannister, chose que Tywin avait prévu. Pendant cette rébellion, Tywin écrase les familles rebelles en ne laissant aucun survivant, ce qui lui permet d'affermir son autorité tandis que Tytos préfère s'enfermer à Castral Roc avec ses maîtresses. En 262 apC, il est nommé Main du Roi par le nouveau roi Aerys II Targaryen, charge qu'il occupe pendant une vingtaine d'années. En 263 apC, il épouse sa cousine Johanna Lannister, seul évènement de sa vie où il fut vu en train de sourire. En 266 apC, son épouse lui donne des jumeaux qu'il nomme Cersei et Jaime. Néanmoins, Johanna meurt en 273 apC en mettant au monde son deuxième fils Tyrion, un enfant que Tywin méprise au plus au point pour son nanisme et pour être la cause du décès de sa femme. Parallèlement, un fossé se creuse de plus en plus entre Tywin et le roi en raison du caractère lunatique d'Aerys II, ce dernier prenant des décisions allant à l'encontre des édits de Tywin. En 281 apC, il abandonne sa charge de Main du Roi devant la folie grandissante d'Aerys II et après que son fils Jaime ait été nommé membre de la garde royale. En 283 apC, il ne rejoint pas les rebelles pendant la révolte de Robert Baratheon et préfère rester à Castral Roc en attendant dans quel camp va pencher l'issue du conflit. Voyant la future défaite du camp royal, Tywin se rend à Port-Réal qu'il fait mettre à sac par ses armées tandis que son fils Jaime tue le roi fou. Une fois la victoire acquise, il fait marier sa fille Cersei au nouveau roi Robert Baratheon. Bien des années plus tard, il apprend l'affront fait à sa famille lorsque son fils Tyrion est fait prisonnier par Catelyn Stark, le poussant ainsi à lever son armée pour faire pression sur la Main Eddard Stark afin que Tyrion soit libéré. Après l'exécution d'Eddard Stark par le nouveau roi Joffrey Baratheon, le petit-fils de Tywin, il est à nouveau nommé Main de Roi. Ne pouvant pas se rendre à Port-Réal en raison de la guerre qu'il mène contre Robb Stark, le fils ainé d'Eddard, il charge Tyrion d'occuper le poste en son absence. L'année suivante, Tywin intervient avec son armée pendant la bataille de la Néra en repoussant les troupes de Stannis Baratheon, le frère cadet de Robert Baratheon, qui assiégeaient Port-Réal. Par la suite, Tywin redevient Main du Roi et s'efforce de saper les ambitions de la maison Tyrell en mariant Tyrion avec Sansa Stark, la soeur de Robb Stark, dans le but de conserver sa mainmise sur le Nord. Quelque temps plus tard, le roi Joffrey meurt assassiné et l'accusation est alors porté sur Tyrion. Tywin étant nommé pour jugé ce procès, il ne prend nullement la défense de son fils et, à la suite d'un duel judiciaire, condamne ce dernier à mort. Néanmoins, Tyrion parvient ensuite à s'échapper grâce à l'intervention de son frère Jaime et part alors confronter son père. Découvrant Tywin sans défense dans les latrines après qu'il a couché avec Shae, une prostituée dont Tyrion était tombé amoureux, il le tue avec une arbalète après lui avoir reproché toute la haine que ressentait son père envers lui tandis que Tywin affirme une dernière fois qu'il n'est pas son fils. 

### Autres

#### Cersei Lannister
Interprétée par Lena Headey
Reine-mère des Sept Couronnes et fille ainée de Tywin Lannister.

#### Jaime Lannister
Interprété par Nikolaj Coster-Waldau
Lord Commandant de la Garde Royale et fils ainé de Tywin Lannister.

#### Tyrion Lannister
Interprété par Peter Dinklage
Main du Roi de Joffrey Baratheon puis Daenerys Targaryen, fils cadet de Tywin Lannister.

#### Kevan Lannister
Interprété par Ian Gelder
Frère cadet de Tywin Lannister.

#### Lancel Lannister
Interprété par Eugene Simon
Fils de Kevan Lannister.